# (3456) Etiennemarey
(3456) Etiennemarey (1985 RS2) – planetoida z pasa głównego asteroid okrążająca Słońce w ciągu 3,19 lat w średniej odległości 2,16 j.a. Odkrył ją Henri Debehogne 5 września 1985 roku.